# Francis le Belge
 (juin 2022).
La mise en forme du texte ne suit pas les recommandations de Wikipédia : il faut le « wikifier ».
Les points d'amélioration suivants sont les cas les plus fréquents. Le détail des points à revoir est peut-être précisé sur la page de discussion.
- Les titres sont pré-formatés par le logiciel. Ils ne sont ni en capitales, ni en gras.
- Le texte ne doit pas être écrit en capitales (les noms de famille non plus), ni en gras, ni en italique, ni en « petit »…
- Le gras n'est utilisé que pour surligner le titre de l'article dans l'introduction, une seule fois.
- L'italique est rarement utilisé : mots en langue étrangère, titres d'œuvres, noms de bateaux, etc.
- Les citations ne sont pas en italique mais en corps de texte normal. Elles sont entourées par des guillemets français : « et ».
- Les listes à puces sont à éviter, des paragraphes rédigés étant largement préférés. Les tableaux sont à réserver à la présentation de données structurées (résultats, etc.).
- Les appels de note de bas de page (petits chiffres en exposant, introduits par l'outil «  Source ») sont à placer entre la fin de phrase et le point final[comme ça].
- Les liens internes (vers d'autres articles de Wikipédia) sont à choisir avec parcimonie. Créez des liens vers des articles approfondissant le sujet. Les termes génériques sans rapport avec le sujet sont à éviter, ainsi que les répétitions de liens vers un même terme.
- Les liens externes sont à placer uniquement dans une section « Liens externes », à la fin de l'article. Ces liens sont à choisir avec parcimonie suivant les règles définies. Si un lien sert de source à l'article, son insertion dans le texte est à faire par les notes de bas de page.
- La présentation des références doit suivre les conventions bibliographiques. Il est recommandé d'utiliser les modèles {{Ouvrage}}, {{Chapitre}}, {{Article}}, {{Lien web}} et/ou {{Bibliographie}}. Le mode d'édition visuel peut mettre en forme automatiquement les références.
- Insérer une infobox (cadre d'informations à droite) n'est pas obligatoire pour parachever la mise en page.

Pour une aide détaillée, merci de consulter Aide:Wikification.
Si vous pensez que ces points ont été résolus, vous pouvez retirer ce bandeau et améliorer la mise en forme d'un autre article.
 (juillet 2017).
Si vous disposez d'ouvrages ou d'articles de référence ou si vous connaissez des sites web de qualité traitant du thème abordé ici, merci de compléter l'article en donnant les références utiles à sa vérifiabilité et en les liant à la section « Notes et références ».
Francis Vanverberghe, dit « Francis le Belge » (3 mars 1946 à Marseille - 27 septembre 2000 à Paris), est un criminel qui a été un « parrain » du milieu marseillais.

## Biographie

### Jeunesse
Francis Vanverberghe naît à Marseille le 3 mars 1946 dans le quartier de la Belle de Mai, fils de François Vanverberghe, un ancien légionnaire devenu menuisier, né à Croix, et d'Herminia Gomez, une européenne d'Algérie d'origine espagnole.
Francis Vanverberghe avait les qualités pour être footballeur professionnel. Cependant, à l'âge de 16 ans, il se blesse et voit ses rêves de jouer à l'Olympique de Marseille s'envoler.
Après une première arrestation pour vol à la roulotte en 1962, le jeune Francis est condamné en 1965 à quinze mois de prison ferme pour proxénétisme aggravé, ayant à 19 ans une « fille » qui se prostituait pour lui dans le quartier de l'Opéra du 1er arrondissement de Marseille.
Après sa sortie de prison, il prend la tête d'une bande dite de la « Belle de Mai », qui comprend Antoine Cossu, Robert Di Russo, Charles Filippi, Victor Fumenia, Émile Chessa, Sebastiano Denartis, Émile et Jean Pardo, Daniel et Gérard Alesso.
Le 15 juin 1967, Francis Vanverberghe est de nouveau condamné à un an de prison ferme pour coups et blessures, pour s'être battu dans un bar du Vieux-Port contre des policiers venus arrêter Antoine Cossu dit « Tony l'Anguille », son beau-frère. Son père meurt neuf jours après son incarcération, le 24 juin. À sa sortie de prison, son fait d'armes le fait remarquer auprès des Guérini. Ces derniers le présentent à Tany Zampa et Jacky Imbert, futurs parrains de la ville, qui évoluent à Paris dans la « bande des Trois Canards ».
La même année, Antoine Guérini, parrain de Marseille, est assassiné au volant de sa Mercedes. Une nouvelle génération émerge.
En 1968, à l'âge de 22 ans, Francis le Belge est classé au Fichier du grand banditisme.

### «French Connection» et trafic de drogue
Le 29 février 1972, les douaniers français arraisonnent le chalutier-crevettier Caprice des Temps au large de Marseille, en partance pour Miami et opèrent une saisie record de 425 kg d'héroïne. Ce trafic était orchestré par Jean-Claude Kella et Laurent Fiocconi avec l'argent de Francis le Belge. Le Belge ne sera pas inquiété dans cette affaire. Ambitieux, il se lance dans le trafic d'héroïne et fréquente la comédienne Maria Vincent. Il finit par s'opposer au parrain du moment, Tany Zampa, qui l’escroque d'une cargaison d'une valeur de 600 000 francs. Prévoyant une riposte, Zampa décide d'agir : le 5 septembre 1972 sont abattus au Canet Robert Di Russo, Jean-Claude Bonello et Daniel Lamberti. L'un des tueurs est abattu le 14 octobre 1972 en Corse, et l'autre le 28 octobre 1972. Le 26 décembre 1972, c'est un homme du Belge qui tombe, puis deux autres en février 1973, à la Belle-de-Mai. Il s'ensuit une guerre qui aura son point culminant le 31 mars 1973 ; une fusillade éclata ce jour-là au bar du Tanagra et quatre personnes sont assassinées, dont deux pointures proches de Zampa. Il s'agit de Joseph Lomini dit le Toréador, l'un des trafiquants ayant escroqué le Belge et cible principale du commando, Ansan Bistoni dit l'« Aga Khan », « poids-lourd » de la French Connection, Jean-Claude Napoletano, un petit truand, et la patronne du bar. À la fin de la même année, Francis le Belge est de nouveau condamné à trois ans de prison ferme pour proxénétisme aggravé, détention d'armes et usage de faux papiers. Entre-temps, il est condamné à 12 ans de prison ferme pour un trafic d'héroïne (1977) et à cinq ans d'interdiction de séjour en région parisienne, en région lyonnaise et en région Provence-Alpes-Côte d'Azur.
Pour cette affaire, il purgera sept ans à la maison centrale de Poissy. Il passera au total près de 11 années derrière les barreaux (1973-1984) jusqu'à sa libération pour bonne conduite en juin 1984. Pendant sa détention il est affecté au service comptabilité de la prison.
Sorti de prison, c'est un homme changé qui retrouve la liberté. En prison, le Belge a énormément lu, notamment les philosophes, et a noué les derniers contacts qui lui manquaient. Il est désormais en quête d'honorabilité, se rapprochant du grand monde parisien, notamment dans l'univers de la mode, ainsi que du football dans le sud. Il essaye désormais de se faire le plus discret possible.
Interdit de séjour en Provence-Alpes-Côte-d'Azur, ainsi qu'en régions lyonnaise et parisienne, il va néanmoins reprendre ses affaires en main depuis l'extérieur. Installé dans le nord de la France, il redescend régulièrement dans le Sud, dans sa luxueuse villa de Vitrolles, où il organise des réunions avec ses hommes de confiance. Véritable parrain de Marseille, Francis le Belge va étendre son empire sur le reste des Bouches-du-Rhône, principalement sur la région aixoise. Là, accompagné de ses anciens acolytes, Tony l'Anguille en tête, il met la main sur les établissements laissés vacants après la mort de Zampa, des bars branchés, des boîtes, des restaurants… On lui oppose peu de résistance. Il s'est entouré de nouveaux voyous, déterminés et très dangereux, capables de sortir leur arme à tout propos. Les plus importants sont Laurent Boglietti, dit « Lolo », Jean-Jacques Maillet, Noël Mariotti, Patrick Fontana. Ensemble, ils n'auront pas de mal à prendre le contrôle de la région aixoise, même si des fidèles du clan Zampa implantés dans le monde de la nuit leur opposeront une forte résistance. Épaulé par Jacky le Mat, il fera taire ces rivaux potentiels entre 1985 et 1987, laissant 10 tués, dont Christian Betta (avec deux autres personnes) et Gérard Vigier, respectivement en mai 1986 et février 1987. Par ailleurs, en plus d'avoir établi un pacte de non-agression avec le Mat, Francis le Belge devient l'un de ses intimes. D'après les proches de Vanverberghe, Jacky le Mat aura été comme un second père pour Francis (17 ans les séparent).
Mais en mai 1986, le Belge est de nouveau dénoncé pour trafic d'héroïne, cette fois-ci par François Scapula, dit Scapu la Balance. En cavale, le Belge est rattrapé en 1988 et va passer quatre ans en détention préventive, avant d'être relaxé.

### La sanglante «guerre des boîtes»
Pendant l'incarcération du Belge la « guerre des boîtes », qui durera de 1988 à 1994, ensanglante la ville. Il ne s'agit pas d'une guerre où s'affrontent deux équipes, mais d'un ensemble de règlements de compte qui s'entremêlent, tous liés aux boîtes de nuit de la région aixoise et marseillaise. Trois groupes surnagent néanmoins : celui de Francis le Belge (soutenu, semble-t-il, par Jacky le Mat), celui de Raymond « le Chinois » Mihière, l'un des nouveaux hommes forts de la région, et celui de Souhel Hanna-Elias, dit « Joël le Libanais », l'autre figure montante du grand banditisme.
Le premier meurtre visant le clan Vanverberghe survient le 1er septembre 1989. C'est le frère de Francis le Belge, José Vanverberghe, qui est tué, pourtant très peu impliqué dans le Milieu. Son assassin, Bernard Bousquel, disparaît deux jours plus tard. En plus de la vingtaine d'assassinats qui ont lieu, des boîtes sont plastiquées. Le 4 décembre 1992, après 4 ans et 8 mois de détention, Le Belge est relaxé et remis en liberté après le paiement d'une caution de 1 500 000 francs (225 000 €). Il semble vouloir s'en prendre à Maridet et ses amis, des indépendants qui avaient prévu de racheter des boîtes aixoises. En 1993, ils sont cinq à tomber sous les balles du « groupe de feu » du Belge (composé de Boglietti, Maillet, Mariotti et Fontana). Henri Maridet est le premier, assassiné le 8 juin à Marseille. Suivent tour à tour Robert Dahan, son fils Mickaël (dont le seul tort aura été d'avoir annoncé qu'il vengerait son père), Jean-Pierre Jativa et Dominique Fontana. Ces meurtres ne sont pas les seuls à impliquer Francis le Belge et son équipe.
La « guerre des boîtes » va se terminer en 1994 grâce à une vaste opération de police visant le Milieu des boîtes. Ainsi seront arrêtés, entre autres, Jacky le Mat et Francis le Belge. Le 25 novembre 1993, Le Belge est mis en examen dans le cadre de la « guerre des boîtes ». Le 14 décembre 1994, il est libéré faute de preuves.

### L'exil parisien
Puis Le Belge abandonne Marseille et cède la plupart de ses intérêts à Le Mat pour prendre le contrôle de Paris, devenant ainsi un des seuls parrains marseillais à s'imposer dans la capitale.
Le 22 mars 1996, il se remarie avec Lydie Fleury.
Francis le Belge vit dans un appartement rue Lord Byron près des Champs-Élysées à Paris. Il vit confortablement du business de machines à sous clandestines et de la prostitution dans le quartier des Champs-Élysées et la place de l'Étoile appelé le « Triangle d'or ». Chaque semaine, un de ses hommes resté à Marseille lui apporte une valise de billets. Il parvient à blanchir cet argent en rachetant des tickets gagnants de PMU.
Le 22 mars 2000, le Belge est arrêté pour proxénétisme aggravé ; il est relâché le 16 mai 2000 après le paiement d'une caution de 800 000 euros, payée grâce à des liens étroits avec de nouveaux caïds marseillais, dont les frères Mariotti, Noël et Bruno. Puis apparaît une importante figure montante, Michel Filippi, né également dans le quartier populaire de la Belle de Mai et considéré comme le parrain des quartiers nord de la ville, puis Farid Berrahma, tous connus pour plusieurs règlements de compte, rackets, braquages de banques ou fourgons blindés. Michel Filippi et son acolyte Said Tir, Farid et Tony Cossu sont impliqués dans « l'affaire Topaze », un trafic de stupéfiants international.

### Assassinat
Il meurt le 27 septembre 2000, assassiné par une équipe de tueurs à moto dans un café de courses de standing L'Artois Club, du 8e arrondissement de Paris, de 7 balles de calibre 11.43. Boualem Talata (1968-2000), un garde du corps du comédien Jamel Debbouze, est rapidement arrêté puis relâché, la police concluant par la suite qu'il n'était pas impliqué. Cependant, ce dernier sera assassiné à Dreux le 19 novembre 2000.
Francis le Belge a pour seule descendance vérifiée et encore en vie sa fille, Sylvie Borel,.
Le 15 octobre 2002, deux neveux du Belge sont assassinés dans les Bouches-du-Rhône, mettant fin au clan Vanverberghe.

#### Théories sur l'assassinat

##### Celles qui sont écartées
- Djilali Zitouni, un exploitant de machines à sous clandestines, qui en aurait chargé Boualem Talata. Talata est tué deux mois plus tard à Dreux ; Zitouni est tué en juillet 2001, mais les enquêteurs considèrent cela comme la conséquence de la rumeur, bien qu'infondée[12].
- Joël le turc, lieutenant du Belge, qui aurait trahi, en s'alliant aux frères Hornec, de puissants gitans de Montreuil-sous-Bois pour se partager l'empire du Belge - mais l'information n'a jamais pu être vérifiée[12].
- Les frères Hornec, avec lesquels le Belge aurait eu un litige à la suite d'une tentative de racket des gitans sur l'un des établissements du Belge[12].

##### Celle qui est privilégiée
Le Gang de la brise de mer (Haute-Corse) aurait éliminé le Belge à la suite d'un litige dans une histoire de racket sur un casino de la région niçoise, le Belge ayant encaissé de l'argent sans redistribution aux Corses.

### Documentaire
- Francis le Belge, de Thierry Aguila (auteur-réalisateur) et François Thomazeau (auteur) ; Production/Diffusion : Comic Strip Production, France 3, 26 minutes, 2007, HDV[13],[14].

### Téléfilm
- Mon père Francis le Belge, téléfilm réalisé par Frédéric Balekdjian (création originale Canal+, novembre 2010). Le rôle de Francis le Belge est interprété par Pio Marmaï.